# Alejandro Barberón
Alejandro Esteban Barberón (Lobería, 20 de junho de 1959) é um ex-futebolista argentino.
É um dos maiores ídolos da história do Independiente, onde somou 240 partidas em duas passagens. Chegou em 1978, vindo do Huracán de Tres Arroyos, com a difícil tarefa de substituir um dos maiores ídolos da equipe de Avellaneda, Daniel Bertoni. La Porota logo se ajustaria ao esquema rojo, desenvolvendo grande parceria com Ricardo Bochini, a exemplo de seu antecessor na posição da ponta esquerda. Com Norberto Outes e Antonio Alzamendi, formou um trio ofensivo que soube aproveitar bem as precisas jogadas de Bochini, conquistando um campeonato argentino no mesmo ano em que chegou.
Em 1982, foi jogar na Colômbia, pelo Millonarios. Voltou ao Independiente em 1984, a tempo de conquistar naquele ano a sétima Taça Libertadores da América e a segunda Taça Intercontinental dos diablos. Um de seus 47 gols mais recordados foi contra o Olimpia, principal concorrente do Independiente na dura primeira fase da Libertadores, que classificava apenas uma equipe às semifinais. Saiu do clube em 1988, levado juntamente com o colega Claudio Marangoni por José Omar Pastoriza quando este trocou os Rojos pelo Boca Juniors.